# فراکسیون‌های مجلس شورای اسلامی
فراکسیون‌های پارلمانی مجلس شورای اسلامی ایران در طول تاریخ حیات نظام جمهوری اسلامی ایران عبارتند از:

## اصول‌گرایان

### فراکسیون انقلاب اسلامی
فراکسیون انقلاب اسلامی متشکل از گروهی از اصول‌گرایان حاضر در مجلس هشتم بود و به سرپرستی روح‌الله حسینیان تشکیل شد. فلسفه تشکیل این فراکسیون، حمایت از محمود احمدی‌نژاد در آستانه انتخابات ۲۲ خرداد ۱۳۸۸ بوده‌است. این فراکسیون در جریانات تبلیغات انتخاباتی، اقدام به تبلیغ برای نامزدی احمدی‌نژاد نمود. اما پس از انتخابات و پیروزی احمدی‌نژاد، دچار اختلاف با وی شدند که اولین مصداق آن عدم رأی اعتماد به چند وزیر پیشنهادی دولت دهم بود.
این فراکسیون مجدد در مجلس یازدهم این بار به عنوان فراکسیون اکثریت و مهمترین فراکسیون این مجلس احیا شد و با رأی شورای مرکزی این فراکسیون محمدباقر قالیباف به عنوان رئیس این فراکسیون و سید محمدرضا میرتاج‌الدینی و نصرالله پژمان‌فر به عنوان نواب‌رئیس فراکسیون انقلاب اسلامی انتخاب شدند. همچنین عباس گودرزی، سید جلیل میرمحمدی و معصومه پاشایی به عنوان دبیران فراکسیون انقلاب اسلامی و مجتبی یوسفی به عنوان سخنگوی فراکسیون و احمد نادری نیز به‌عنوان‌ کارپرداز انتخاب شدند.

### فراکسیون رهروان ولایت
این فراکسیون قویترین فراکسیون حاضر در مجلس نهم به‌شمار می‌رفت. این فراکسیون با عضویت ۱۷۰ نمایندهٔ مجلس در آن توانست تمام ۱۲ کرسی هیئت رئیسه مجلس را تصاحب کند و ریاست مجلس نهم را نیز به علی لاریجانی واگذار نمود. همچنین روسای کمیسیون‌های امنیت، صنایع و معادن، بهداشت و درمان، برنامه و بودجه، قضایی و حقوقی، کشاورزی و منابع طبیعی، اصل ۹۰ و اجتماعی نیز در اختیار رهروان قرار گرفت. از این رو بود که حسن روحانی بعد از انتخاب شدن به عنوان رئیس دولت یازدهم، بیشترین رایزنی جهت کسب رأی اعتماد به وزرای پیشنهادی‌اش را با علی لاریجانی انجام می‌داد. این گروه به دلیل گرایش‌های سیاسی معتدل‌تر خود، تصمیم به حمایت از کابینه گرفتند و به جهت تعداد بالای نمایندگان این فراکسیون، کسب رأی اعتماد اکثر وزرای پیشنهادی، از قبل قابل پیش‌بینی بود.

### فراکسیون اصولگرایان
فراکسیون حزب‌الله که از مجلس ششم به بعد به فراکسیون اصولگرایان تغییر نام یافت، قدیمی‌ترین و مهم‌ترین فراکسیون پارلمانی پس از پیروزی انقلاب ایران (۱۳۵۷) در کشور است. در مجلس پنجم این فراکسیون را آقایان ناطق نوری، حسن روحانی، موحدی کرمانی، موحدی ساوجی، حبیب‌الله عسگراولادی مسلمان، حمیدرضا ترقی، محمدرضا باهنر و… هدایت می‌کردند.
برای نخستین بار، در مجلس ششم فراکسیون اصولگرایان از موقعیت فراکسیون اکثریت در نظام جمهوری اسلامی خارج شد و تبدیل به فراکسیون اقلیت شد که در این شرایط، ریاست آن برعهده مهدی کروبی قرار گرفت.
در مجلس هفتم و مجلس هشتم به ترتیب، غلامعلی حداد عادل و علی لاریجانی، ریاست این فراکسیون را برعهده داشتند.
در مجلس نهم غلامعلی حدادعادل دوباره رئیس این جناح شد. در این دوره از مجلس، این فراکسیون را فراکسیون اقلیت اصولگرایان نام نهادند و کمیسیون‌های فرهنگی، آموزش، انرژی و عمران سهم این فراکسیون و فراکسیون جبهه پایداری شد. در این دوره، حداد عادل تلاش زیادی انجام داد تا بتواند با ائتلاف با فراکسیون رهروان ولایت، «حزب فراگیر اصولگرایان» را تشکیل دهد که این مهم با مخالفت فراکسیون رهروان مواجه شد. از اعضای این فراکسیون می‌توان به علیرضا زاکانی، احمد توکلی، غلامعلی حداد عادل و مهدی کوچک‌زاده اشاره کرد. از زمان معرفی اولیه اعضای کابینه پیشنهادی دولت یازدهم ایران، اعضای این فراکسیون مخالفت خود را با ۶ وزیر معرفی‌شده عنوان کردند. پیش از شروع مراسم تایید کابینه دولت یازدهم حداد عادل در مصاحبه‌ای گفته بود: «به‌طور کلی سعی می‌کنیم کابینه معتدل روحانی، معتدل‌تر شود.» زاکانی نیز مسئولیت هدایت و هماهنگی سخنرانان مخالف وزرای پیشنهادی را بر عهده گرفت. با اینحال، شخص حداد عادل علیه هیچ‌یک از وزرای پیشنهادی سخنرانی انجام نداد.

### فراکسیون ائتلاف حزب‌الله
فراکسیون ائتلاف حزب‌الله همچون فراکسیون اصولگرایان تحولخواه، در مجلس هفتم، با انشعاب از فراکسیون اصولگرایان، تأسیس شد. از جمله چهره‌های سرشناس این فراکسیون، می‌توان به حسن غفوری فرد اشاره کرد.

### فراکسیون پیشرفت و عدالت
فراکسیون پیشرفت و عدالت، در مجلس هشتم، توسط محمدرضا باهنر تأسیس شد.

### فراکسیون زنان
در ادوار ده‌گانه مجلس شورای اسلامی ایران، میزان حضور زنان همواره متغیر بوده‌است. در میان تمامی ادوار مذکور مجلس دهم با اختصاص هفده کرسی مجلس به زنان توانست رکورد مجلس پنجم با چهارده نماینده زن را بشکند.
در دهمین دوره مجلس شورای اسلامی با آماری بی‌سابقه از حضور زنان در تاریخ مجلس شورای اسلامی ایران، نهایتاً در مرحله اول ۱۳ نفر و در مرحله دوم ۴ نفر از نامزدان زن به نمایندگی مجلس دهم رسیدند.

### فراکسیون وفاق و کارآمدی
جبهه وفاق و کارآمدی توسط محسن رضائی در سال‌های پایانی دهه ۱۳۷۰ خورشیدی تأسیس شد. در انتخابات مجلس هفتم، جبهه وفاق و کارآمدی به رقابت جدی با دو جناح سیاسی اصولگرا و اصلاح طلب برخاست و توانست که فراکسیون اقلیت مجلس هفتم را به ریاست امیدوار رضایی میرقائد به وجود آورد.

### فراکسیون اصولگرایان تحول خواه
فراکسیون اصولگرایان تحول خواه در مجلس هفتم، با انشعاب از فراکسیون اصولگرایان، تأسیس شد. ریاست این فراکسیون را محمد خوش‌چهره برعهده داشت.

### فراکسیون جبهه پایداری
در این فراکسیون که در مجلس نهم شکل گرفت و تعداد اعضای آن حدود ۴۰ نفر است، برخی نیروهای نزدیک به محمود احمدی‌نژاد و آیت‌الله مصباح یزدی عضویت دارند و دارای مواضع تندتری نسبت به سایر فراکسیون‌های اصول‌گرا می‌باشند. در مجلس نهم، این فراکسیون رابطه نزدیکی با فراکسیون رهروان و فراکسیون اصول‌گرایان نداشت. روح‌الله حسینیان از اعضای این فراکسیون بود که تهدید کرده بود در صورت حضور جک استراو در مراسم تحلیف حسن روحانی، به سمت او گوجه پرتاب می‌کند.
در ابتدای فعالیت مجلس نهم، اعضای این فراکسیون به دلیل اعتقاد به رابطه نزدیک‌تر غلامعلی حداد عادل به رهبری (نسبت به علی لاریجانی) تلاش کردند حداد عادل ریاست مجلس را بر عهده داشته باشد که موفق به این کار نشدند.
در خلال جلسات تأیید کابینه حسن روحانی در مجلس شورای اسلامی، اعضای این فراکسیون در ابتدا اعلام کردند تصمیم دارند به تمامی گزینه‌های پیشنهادی تصدی وزارت‌خانه‌های دولت جدید رأی عدم اعتماد دهند. اما سخنگوی این حزب کمی بعد، این خبر را نفی کرد و خبر از پیروی اعضای این جبهه از رأی فراکسیون اصولگرایان مجلس را داد. همچنین سوالات پیاپی و کم‌اهمیت نمایندگان عضو این حزب همچون حمید رسایی و جواد کریمی قدوسی از وزرای دولت یازدهم، اعتراض سایر فراکسیون‌های مجلس را به همراه داشته که این رفتار اعضای این فراکسیون را نمایش‌گونه و برگرفته از رفتارهای جنجالی نزدیکان به محمود احمدی‌نژاد می‌دانند. در خلال جلسات رأی اعتماد به وزیر علوم دولت یازدهم نیز، این فراکسیون توانست با لابی‌گری با سایر گروه‌های اصولگرا، بارها مانع از رای‌آوردن وزرای پیشنهادی رئیس‌جمهور برای سمت ریاست وزارت علوم شود.

## اصلاح‌طلبان

### فراکسیون جبهه دوم خرداد
فراکسیون مجمع حزب‌الله، نخستین بار، از ائتلاف ۷۰ تن از نمایندگان مجلس شورای اسلامی (از دو گروه سیاسی کارگزاران سازندگی ایران و ائتلاف نیروهای خط امام (ره)) بوجود آمد. ابتدا، ریاست این فراکسیون را عبدالله نوری برعهده داشت.
پس از پیروزی محمد خاتمی، در انتخابات دوم خرداد ۱۳۷۶ خورشیدی، ۱۸ حزب و گروه سیاسی حامی او، جبهه دوم خرداد را تشکیل دادند. بدین شکل بود که فراکسیون مجمع حزب‌الله در مجلس پنجم، به نمایندگان دوم خردادی مشهور شدند.
در انتخابات مجلس ششم، جبهه دوم خرداد توانست که بیش از ۲۰۰ کرسی مجلس شورای اسلامی را بدست آورد.
برخی احزاب عضو این فراکسیون:
- جبهه مشارکت ایران اسلامی
- حزب کارگزاران سازندگی ایران
- مجمع روحانیون مبارز
- مجمع نیروهای خط امام (ره)
- حزب همبستگی ایران اسلامی
- حزب اسلامی کار
- جمعیت تولیدگرایان
- سازمان مجاهدین انقلاب اسلامی ایران

ریاست فراکسیون جبهه دوم خرداد را در مجلس ششم، علی اکبر محتشمی پور برعهده داشت.
در مجلس هفتم و مجلس هشتم، ریاست این فراکسیون را محمدرضا تابش برعهده داشت. در مجلس هفتم و مجلس هشتم، از این فراکسیون به ترتیب به نام‌های فراکسیون اصلاحات و خط امام (ره) نیز یاد می‌شود.
اعضای شورای مرکزی فراکسیون اقلیت در مجلس شورای اسلامی:
- حسین هاشمیان: رئیس شورای مرکزی
- محمدرضا تابش: دبیرکل
- داریوش قنبری: سخنگو
- نصرالله ترابی (نماینده شهرکرد) به عنوان کارپرداز
- سعدالله نصیری و سیروس سازدار (نمایندگان زنجان و مرند) به عنوان دبیران
- جمشید انصاری (نماینده زنجان) به عنوان رئیس کمیته سیاسی
- مصطفی کواکبیان (نماینده سمنان): رئیس کمیته اطلاع‌رسانی
- سعدالله نصیری: کمیته فرهنگی و اجتماعی
- مقیمی (نماینده خمین): رئیس کمیته زیربنایی
- سیروس سازدار: رئیس کمیته طرح و برنامه
- علی اکبر اولیاء: رئیس کمیته اقتصادی[۱۳]

## سایرین

### فراکسیون توازن
اعضای این فراکسیون را برخی نمایندگان اصول‌گرای معتدل و اصلاح‌طلب معتدل مجلس نهم شورای اسلامی تشکیل می‌دهند.

### فراکسیون اهل سنت
فراکسیون اهل سنت، برای نخستین بار در مجلس ششم تشکیل شد. 
فراکسیون اهل سنت در مجلس دهم با حضور ۲۴ نماینده تشکیل شد. جلیل رحیمی جهان‌آبادی به عنوان رئیس، علیم یارمحمدی و منصور مرادی (نماینده مریوان) به عنوان نواب رئیس اول و دوم، محمود نگهبان سلامی و شهاب نادری به عنوان دبیران اول و دوم و قسیم عثمانی به عنوان سخنگوی این فراکسیون انتخاب شدند.

### فراکسیون مستقل‌ها
فراکسیون مستقل‌ها با حضور قریب به ۱۰۰ نماینده مجلس شورای اسلامی، در دوران مجلس پنجم تشکیل شد. از مهم‌ترین مؤسسین این فراکسیون عبارت اند از: طه هاشمی و محمدباقر نوبخت حقیقی.
در مجلس هشتم پس از ۱۲ سال وقفه، این فراکسیون مجدداً شروع به فعالیت کرد.

## فراکسیون‌های قومی در مجلس
اظهارات و ادعاهای برخی نمایندگان مجلس در تشکیل و پیگیری جدی فراکسیون‌های قومی در مجلس در حالی است که بسیاری از استادان و کارشناسان مسائل قومی نسبت به این موضوع و آسیب‌های احتمالی آن انتقاداتی جدی مطرح می‌کنند.
هنگامی که نمایندگان در فراکسیون‌های قومی متشکل می‌شوند، در مقام انتخاب بین مصالح قومی و مصالح عالی کشور، به سمت مصالح قومی حرکت خواهند کرد یا ممکن است لوایحی را منظور کنند که در تعارض با منافع ملی و مصالح عالیه کشور است. این مسئله نیز در تضاد کامل با قانون اساسی و وظایف نمایندگی قرار دارد.

### تضاد با قانون اساسی
قانون اساسی به هیچ وجه وارد چنین مباحثی نشده و از تقسیم‌بندی جامعه به اصناف و گروه‌های قومی پرهیز کرده‌است.

اصل سی ام متمم قانون اساسی مشروطه در این خصوص صراحت داشته‌است: 
«وکلای مجلس شورای ملی و مجلس سنا از طرف تمام ملت وکالت دارند نه فقط از طرف طبقات مردم یا ایالات و ولایات و بلوکاتی که آن‌ها را انتخاب نموده‌اند». بازتاب این اصل در قانون اساسی جدید را می‌توان در اصل ۸۴ ملاحظه کرد که مقرر داشته‌است: «هر نماینده در برابر تمام ملت مسئول است»
اصل «ملی بودن مسئولیت نماینده» با تأسیس «فراکسیون‌های قومی» و فروملی در تضاد کامل قرار دارد. تمام این اصول نشانگر آن است که قانون اساسی و ساختار حقوقی‌سیاسی کشور ایران، سعی کرده‌اند میدان سیاست را عاری از مسائل فروملی نگاه دارند؛ بنابراین اصرار و تلاش برای کشاندن مسائلی از این دست به سیاست رسمی، با روح قانون اساسی و سنت سیاسی ایران منافات دارد و قطعاً جزء وظایف نمایندگی نیست.
فراکسیون‌های قومی در قیاس و در برابر فراکسیون‌های ملی تعریف می‌شوند. برخی معتقدند با تشکیل فراکسیون‌های ملی و حضور نمایندگان قومیت‌ها در این فراکسیون‌ها، مطالبات محلی و منطقه ای بهتر دنبال می‌شود و نتیجه‌گیری اش نیز بهتر و ملموس تر خواهد بود.

### فراکسیون مناطق ترک نشین
در تاریخ ۹ آبان سال ۱۳۹۵ با حضور ۱۰۰ نفر از نمایندگان مجلس، فراکسیون مناطق ترک نشین تشکیل شده و با اکثریت آراء مسعود پزشکیان (نماینده تبریز)، نادر قاضی پور (نماینده ارومیه) و رضا کریمی (نماینده اردبیل) به ترتیب به عنوان رئیس، نواب اول و دوم فراکسیون انتخاب شدند.
تأسیس یک فراکسیون جدید در مجلس شورای اسلامی تحت عنوان «فراکسیون نمایندگان ترک‌زبان» (با تغییر نام آن به «فراکسیون مناطق ترک‌نشین») از جنس فراکسیون‌های قومی در مجلس است.
زهرا ساعی نماینده مردم شهر تبریز در مجلس دهم و سخنگوی فراکسیون تازه تأسیس ترک زبانان در رابطه با اهداف و اصول حاکم بر تصمیم صد نماینده اعلام داشت با توجه به گستردگی مناطق ترک نشین در سراسر ایران و مدیریت راهبردی برای حل مشکلات در این مناطق این فراکسیون با حضور نمایندگان ترک‌زبان تشکیل شد که هدف آن استفاده از ظرفیت نمایندگان برای رفع مشکلات «مناطق ترک نشین» است.

زهرا ساعی (نماینده تبریز و سخنگوی فراکسیون مناطق ترک نشین) در توضیح هدف تشکیل این فراکسیون گفت:" با توجه به گستردگی مناطق ترک نشین در سراسر کشور و مدیریت راهبردی برای حل مشکلات در این مناطق این فراکسیون با حضور نمایندگان ترک زبان تشکیل شد که هدف آن استفاده از ظرفیت نمایندگان برای رفع مشکلات مناطق ترک نشین است. "

### فراکسیون مناطق کُردنشین
نخستین بار در مجلس ششم تشکیل شد.
تعداد نمایندگان فراکسیون مناطق کردنشین ۳۰ نفر می‌باشند.

## فراکسیون فراجناحی‌ها
در دوران مجلس ششم، فراکسیون فراجناحی‌ها توسط ۲۰ تن از نمایندگان مجلس شورای اسلامی که عضو یا سمپات حزب اعتدال و توسعه و دیگر گروه‌های سیاسی هم‌سو با آن بودند، بوجود آمد. از مهم‌ترین اعضای این فراکسیون می‌توان به محمدباقر نوبخت حقیقی (اقتصاددان و نماینده مردم رشت) و حسن سبحانی (اقتصاددان و نماینده مردم دامغان) اشاره کرد. این فراکسیون به جهت‌گیری‌های مبتنی بر پژوهش در خصوص لوایح و طرحها در مجلس ششم شهرت داشت.

### فراکسیون نهضت آزادی ایران
فراکسیون نهضت آزادی ایران در دوره نخست مجلس شورای اسلامی شکل گرفت. ریاست این فراکسیون را مهدی بازرگان برعهده داشت. در انتخابات دومین دوره مجلس شورای اسلامی، اعضای این فراکسیون رد صلاحیت شدند و در هیچ‌یک از انتخابات‌های بعدی امکان حضور نیافتند.